# Road Fighter
Road Fighter (ロードファイター) est un jeu vidéo de combat motorisé développé et édité par Konami à partir de 1984 sur borne d'arcade, MSX, Windows, NES, Xbox 360 et téléphone mobile.
Il a pour suite Midnight Run: Road Fighter 2.

## Accueil
- AllGame : 3,5/5 (arcade)[1]